# クモキリソウ
クモキリソウ （蜘蛛切草、蜘蛛散草、雲霧草、学名：Liparis kumokiri ） は、ラン科 クモキリソウ属の多年草。

## 特徴
偽球茎は卵形で、肥大した偽球茎から茎を出す。葉は茎の基部に2枚が相対してつき、長さ5-12cm、幅2.5-5cmの卵状楕円形で、先端は鈍頭で、縁は縮れる。
花期は6-8月。高さ10-20cmになる花茎が直立し、先端に5-15の花を総状につけ、下方から開花していく。花色は淡緑色ときに淡紫褐色、黒褐色と変異がある。苞は小さく長さ1-1.5mmの卵状3角形。萼片は長さ6-7mmになる狭長楕円形、側花弁は長さ6-7mmになる狭線形で、虫の足に似る。唇弁はくさび状倒卵形で、長さ5-6mmあり、直角に反り返る。蕊柱は長さ3mmになり、上端に狭い翼がある。

## 分布と生育環境
日本では南千島、北海道、本州、四国、九州、琉球に分布し、山地の疎林の林下などに生育する。世界では朝鮮半島に分布する。

## ギャラリー
- 花序
- 茎の基部に2枚の葉が相対してつく
- 花（拡大）